# Mikael Antonsson
Mikael Antonsson (ur. 31 maja 1981 w Karlskronie) – szwedzki piłkarz występujący na pozycji obrońcy.

## Kariera klubowa
Antonsson treningi rozpoczął w 1989 roku w klubie AIK Sillhövda. W 1996 roku został włączony do jego pierwszej drużyny. W 1998 roku trafił do zespołu IFK Göteborg z Allsvenskan. W tych rozgrywkach zadebiutował 26 września 2000 roku w zremisowanym 2:2 pojedynku z Örebro SK. W 2004 roku dotarł z zespołem do finału Pucharu Szwecji, ale przegrał tam w nim z Djurgårdens IF. W barwach Göteborga rozegrał 52 ligowe spotkania.
W 2004 roku Antonsson odszedł do Austrii Wiedeń. W Bundeslidze pierwszy mecz rozegrał 1 sierpnia 2004 roku przeciwko Rapidowi Wiedeń (1:1). W 2005 i 2006 roku zdobył z klubem Puchar Austrii. W 2006 roku zdobył także mistrzostwo Austrii.
W 2006 roku podpisał kontrakt z greckim Panathinaikosem. W Superleague Ellada zadebiutował 20 sierpnia 2006 roku w wygranym 4:1 meczu z Egaleo. Przez rok w barwach Panathinaikosu w lidze greckiej rozegrał 7 spotkań.
W 2007 roku Antonsson przeniósł się do duńskiego zespołu FC København. W Superligaen pierwszy mecz rozegrał 28 lipca 2007 roku przeciwko Viborgowi (3:1). 11 listopada 2007 roku w zremisowanym 2:2 pojedynku z FC Midtjylland strzelił pierwszego gola w lidze duńskiej. W 2009 roku wygrał z klubem rozgrywki Pucharu Danii. W latach 2009–2011 zdobył z zespołem z Kopenhagi trzy mistrzostwa Danii.
W 2011 roku Antonsson przeszedł do Bologna FC. W Serie A zadebiutował 21 września 2011 roku w zremisowanym 1:1 spotkaniu z Juventusem. W 2014 roku został zawodnikiem FC København, natomiast cztery lata później zakończył karierę piłkarską.

## Kariera reprezentacyjna
W reprezentacji Szwecji Antonsson zadebiutował 22 stycznia 2004 roku w przegranym 0:3 towarzyskim meczu z Norwegią.

## Sukcesy

### Austria Wiedeń
- Mistrzostwo Austrii: 2005/06
- Puchar Austrii: 2004/05, 2005/06

### FC København
- Mistrzostwo Danii: 2008/09, 2009/10, 2010/11, 2015/16, 2016/17
- Puchar Danii: 2008/09, 2014/15, 2015/16, 2016/17